# Bärnsten (färg)

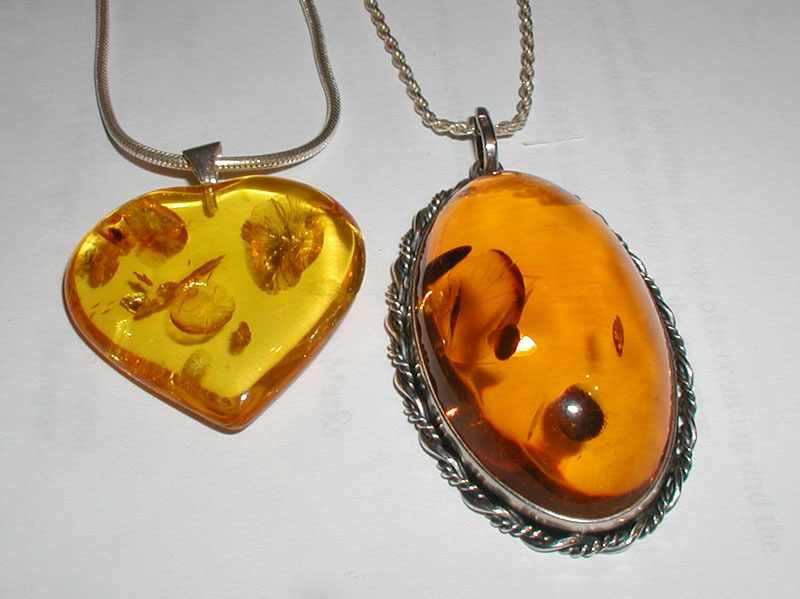
Bärnsten

Bärnsten, bärnstensfärgad eller amber (det engelska ordet för bärnsten) används ibland för att beteckna vissa färger mellan gult och orange. Någon färg med namnet bärnsten finns inte bland de ursprungliga HTML-färgerna eller webbfärgerna (X11). I andra källor ges amber färgkoordinaterna i boxen härintill.